# Rothenbühl (Marienweiher)
Rothenbühl ist eine Wüstung auf dem Gemeindegebiet des Marktes Marktleugast im Landkreis Kulmbach (Oberfranken, Bayern).

## Geografie
Die Einöde lag auf einer Höhe von 455 m ü. NHN im Tal des Großen Koserbachs in einer kleinen Waldlichtung. Die nächstliegenden Orte waren Alte Schmölz (0,6 km südwestlich) und Einöde (0,4 km südlich). Heute erinnert nur noch der Flurname Rothenbühl an den Ort.

## Geschichte
Gegen Ende des 18. Jahrhunderts bestand Rothenbühl aus 2 Anwesen. Das Hochgericht übte das bambergische Centamt Marktschorgast aus. Die Grundherrschaft über die beiden Güter hatte das Kastenamt Stadtsteinach.
Mit dem Gemeindeedikt wurde Rothenbühl dem 1812 gebildeten Steuerdistrikt Marienweiher und der im selben Jahr gebildeten Gemeinde Marienweiher zugewiesen. In einer topographischen Karte von 1939 wurde der Ort bereits nicht mehr verzeichnet.

### Einwohnerentwicklung
| Jahr      | 001818 | 001819 | 001861 | 001871 | 001885 | 001900 | 001925 | 001950 |
| Einwohner |        | *      | 18     | 19     | 16     | 4      | 0      | 0      |
| Häuser    | 2      |        |        |        | 2      | 1      | 1      | 0      |
| Quelle    | [ 4 ]  | [ 7 ]  | [ 8 ]  | [ 9 ]  | [ 10 ] | [ 11 ] | [ 12 ] | [ 13 ] |

## Religion
Rothenbühl war katholisch geprägt und ursprünglich nach St. Bartholomäus und Martin (Marktleugast) gepfarrt. Ab dem 19. Jahrhundert gehörten die Katholiken zur Pfarrei Mariä Heimsuchung in Marienweiher.